# Goniothalamus woodii
Goniothalamus woodii là loài thực vật có hoa thuộc họ Na. Loài này được Merr. ex Mat-Salleh mô tả khoa học đầu tiên năm 2001.